# Colegio de Arquitectos de Cataluña

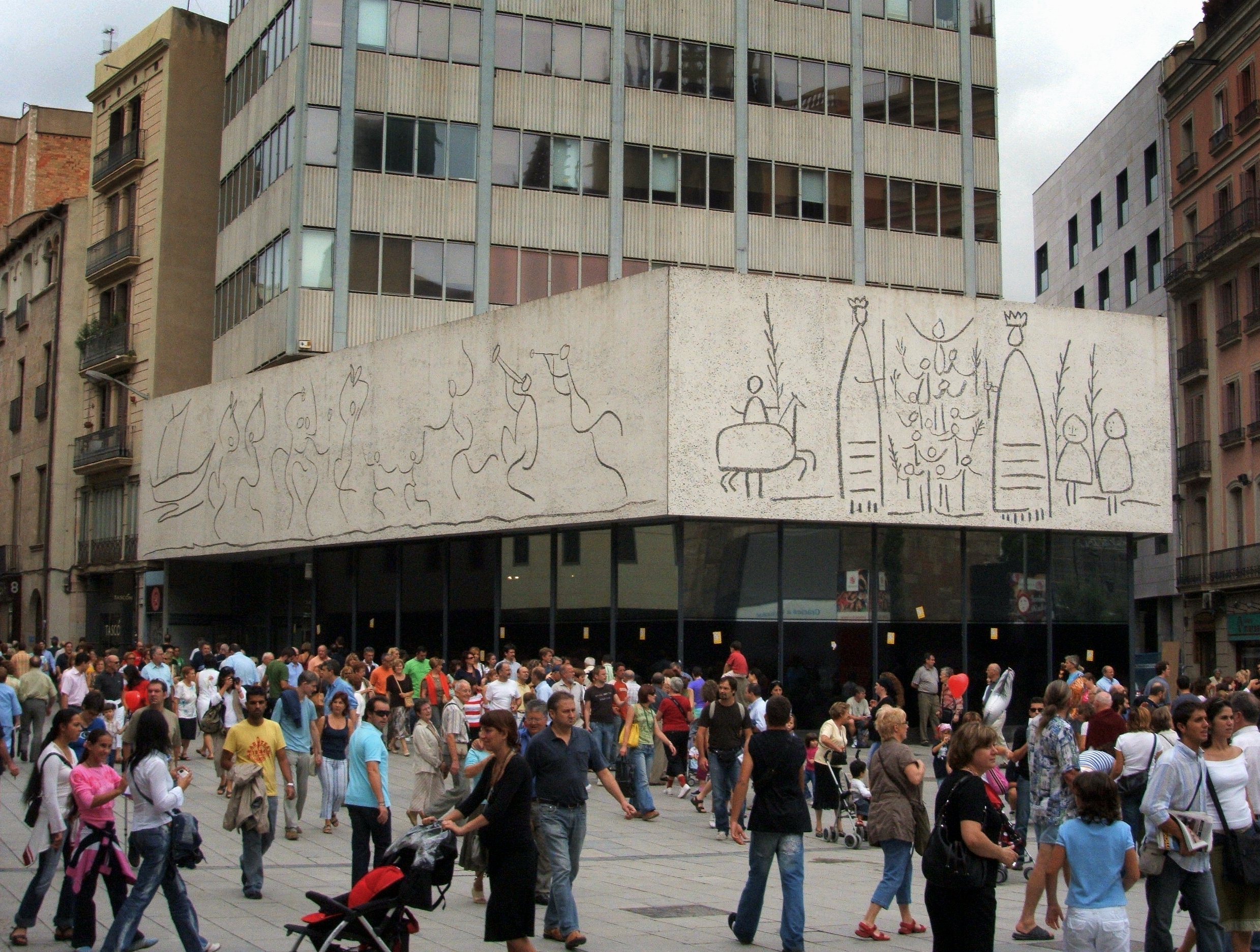
Sede del COAC, con su friso a partir de un dibujo de Picasso

El Colegio de Arquitectos de Cataluña (oficialmente, Col·legi d'Arquitectes de Catalunya), también conocido por su sigla COAC es el colegio profesional o colegio oficial de arquitectos de Cataluña (España). Constituido oficialmente como Colegio de Arquitectos de Cataluña, Aragón, Baleares y Logroño en 1931, tiene sus orígenes en la Asociación de Arquitectos de Cataluña, creada en 1874. Tiene delegaciones en varias ciudades de la Comunidad Autónoma.
Desde 1944 el COAC edita la revista Cuadernos de Arquitectura, que en 1981 se publica como Quaderns.
Su primera junta de gobierno contó con, además de su decano, Ricard Giralt i Casadesús, nombres como Josep Lluís Sert, Josep Puig i Cadafalch, Sixte Illescas, Lluís Bonet i Garí, Josep Goday, Francesc Folguera, Josep Maria Pericas  y Josep Torres Clavé.

## Sede
El diseño y construcción de su sede (1957-62), en la plaza Nova de Barcelona, realizado por Xavier Busquets, «fue un factor determinante en la reafirmación de la arquitectura moderna en Barcelona en particular y en España en general... coincidiendo con cierta estabilidad financiera y desarrollo económico tras los años de estancamento a causa de la Guerra Civil española». En su fachada se destaca el friso en forma de un mural de esgrafiado con la técnica del chorro de arena también conocida como “sand blasting”, de Carl Nesjar, a partir de un dibujo original de Pablo Picasso.
En 1996 albergó el XIX Congreso de la Unión Internacional de Arquitectos (UIA).

## Decanos
Sus decanos han incluido nombres destacados de la arquitectura española como Antoni de Moragas quien, siendo decano, apoyó con su presencia el encierro estudiantil conocido como La Capuchinada de 1966, y Manuel de Solà-Morales i de Rosselló. En 2018 accedió al cargo de decana en funciones Assumpció Puig i Hors, la primera mujer en 87 años de trayectoria de la institución.